# Rohr im Kremstal
Rohr im Kremstal – gmina w Austrii, w kraju związkowym Górna Austria, w powiecie Steyr-Land, Według Austriackiego Urzędu Statystycznego liczyła 1229 mieszkańców (1 stycznia 2015).